# Необикновеното пътешествие на Мишка Стрекачов
"„Необикновеното пътешествие на Мишка Стрекачов“" (на руски: „Необыкновенное путешествие Мишки Стрекачёва“) е съветска комедия от 1959 година на режисьора Иля Фрез.

## Сюжет
Гимназистът от професионалното училище Мишка Стрекачов (Алексей Борзунов) завежда група деца на обиколка в завод за производство на комбайни. По време на екскурзията, без да иска, случайно задейства заводската сирена. Изненадана, неговата приятелка Галя (Лена Шептицкая) се разсейва и разваля нова заготовка за машините. Мишка измъква Галя и сваля детайл от един от готовите комбайни, които на следващия ден трябва да излязат на целината. На сутринта жътварите излизат на полето, а Мишка изпуска влака, защото през нощта е поправял разваления детайл на комбайна. От там и започват необикновените приключения на Мишка, опитвайки се да догони децата...

## В ролите
- Алексей Борзунов като Мишка Стрекачов
- Лена Шептицкая като Галя
- Рая Николаева като Валя Корнеева
- Миша Копийтов като Сеня Пудов
- Саша Вдовкин като Палеха
- Константин Сорокин като майстора Василий Семьонович
- Виктор Хохряков като Коренев
- Михаил Трояновский като портиера
- Георгий Гумилевский като кондуктора
- Валерий Носик като хулигана
- Пьотр Алейников като милиционера
- Татяна Пелцер като хигиенистката Даря Семьоновна
- Валентина Телегина като търговката Нюра
- Евгений Кудряшьов като шофьора на КрАЗ
- Георгий Миляр като пощальона
- Клавдия Хабарова като трактористката
- Алексей Грибов като машиниста
- Валентин Грачьов като Василий, сина на машиниста